# Anton Gromes
Anton Gromes (11. června 1839 Linhartice – 28. září 1891 tamtéž) byl rakouský politik německé národnosti z Moravy; poslanec Moravského zemského sněmu.

## Biografie
Uvádí se jako hospodář z Linhartic (Ranigsdorf).
V 70. letech se zapojil i do vysoké politiky. V doplňovacích zemských volbách 30. března 1875 byl zvolen na Moravský zemský sněm, za kurii venkovských obcí, obvod Moravská Třebová, Svitavy, Jevíčko. Mandát zde obhájil i v řádných zemských volbách v roce 1878. V roce 1875 se uváděl coby ústavověrný kandidát (tzv. Ústavní strana, liberálně a centralisticky orientovaná).
Jeho úmrtí bylo oznámeno počátkem října 1891.